# Janna Iorkina
Janna Iorkina (en russe : Жанна Дмитриевна Ёркина ; Soltsy, 6 mai 1939 - 25 mai 2015) est une aspirante-cosmonaute soviétique. Elle a fait partie des cinq candidates au premier vol spatial féminin (Vostok 6), en compagnie notamment de Valentina Terechkova. Malgré son entraînement pour les vols spatiaux, elle ne volera jamais à bord d'une navette. 

## Biographie
Avant sa sélection, elle était professeure d'anglais. Comme tous ses collègues, c'est une parachutiste confirmée.